# Palmanella (spinachtige)
Palmanella is een geslacht van hooiwagens uit de familie Assamiidae.
De wetenschappelijke naam Palmanella is voor het eerst geldig gepubliceerd door Roewer in 1927. 

## Soorten
Palmanella is monotypisch en omvat slechts de volgende soort:
- Palmanella tigrina